# Long Island (Seszele)
Long Island (fr. Île Longue) – wyspa w grupie (archipelagu) Wysp Wewnętrznych, w obszarze Morskiego Parku Narodowego Sainte Anne  w Republice Seszeli.
W przeszłości istniała tu stacja kwarantanny dla żeglarzy przybywających na wyspę, u których podejrzewano zakażenie ospą. Współcześnie istnieje tu luksusowy ośrodek wczasowy Shangri-La Resort and Spa.